# Castello di Waardenburg

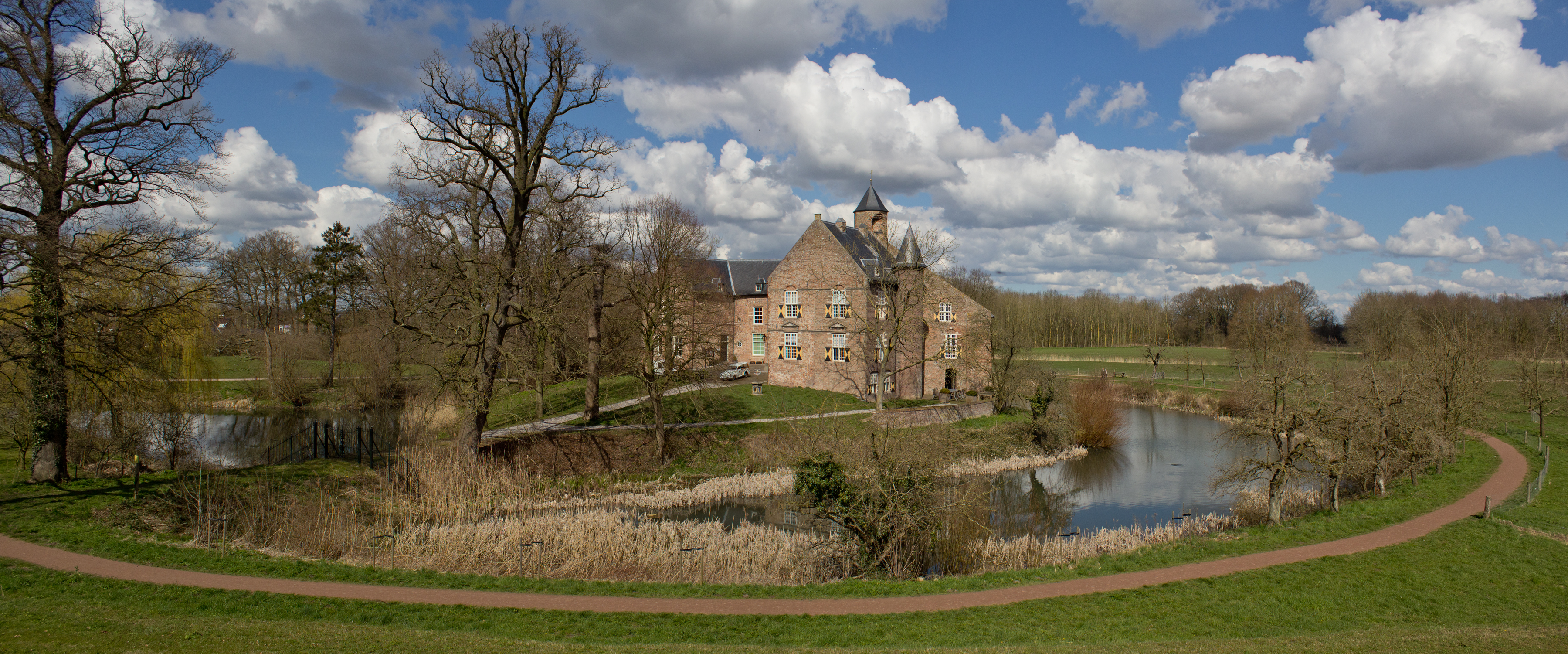
Veduta panoramica del castello di Waardenburg

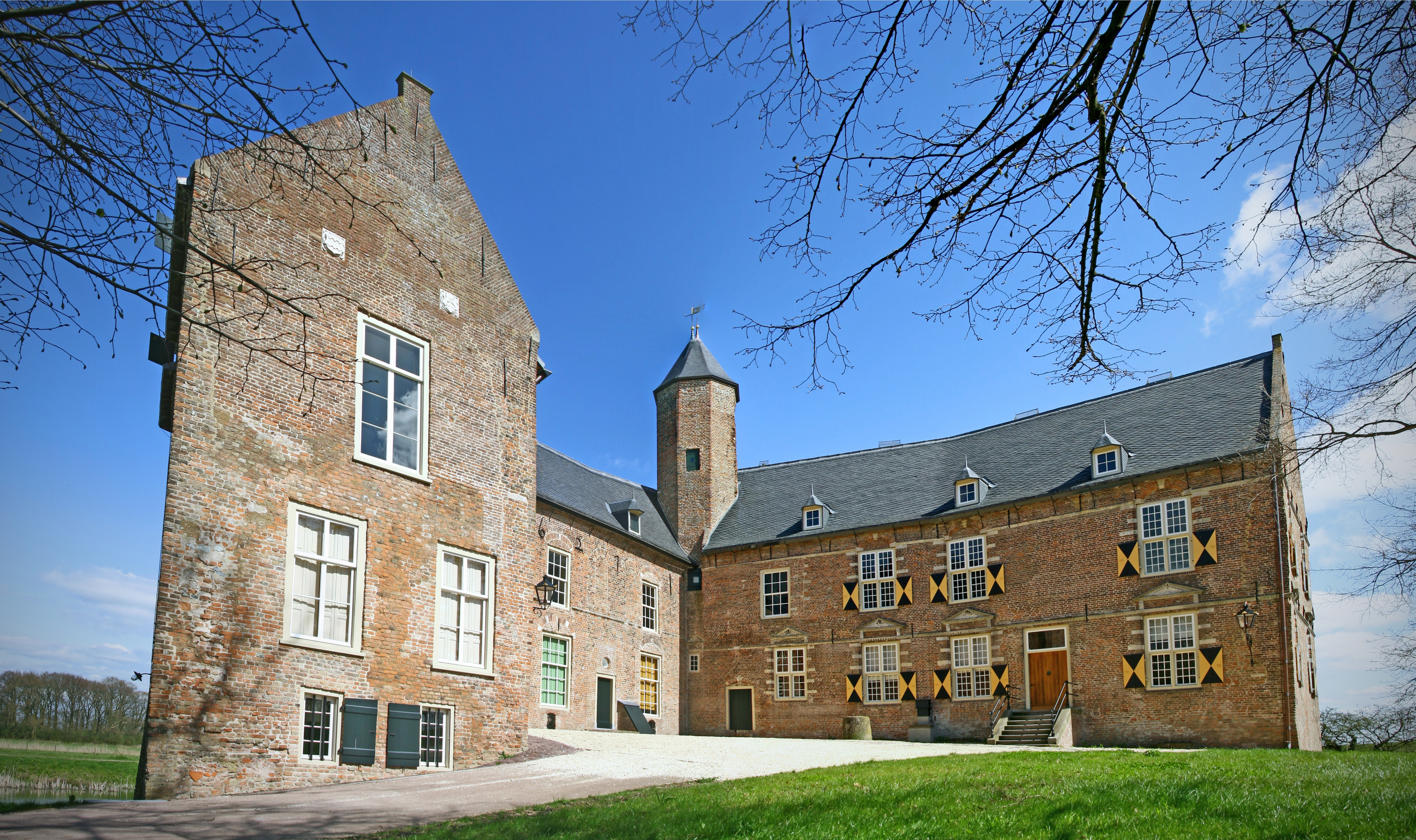
Un'ala del castello

Il castello di Waardenburg (in olandese: Kasteel Waardenburg o Kasteel Weerdenburg) è un castello del villaggio olandese di Waardenburg (parte del comune di West Betuwe e un tempo del comune di Neerijnen), in Gheldria, costruito tra la seconda metà del XIII secolo e gli inizi del XVIII secolo.
L'edificio è famoso per il suo legame con la leggenda del Dottor Faust.

## Storia
Il 2 agosto 1265, al cavaliere Rudolph de Cock fu concesso da Otto II, conte di Gheldria il controllo sui villaggi di Hiern, Neerijnen e Opijnen, che avrebbero formato la signoria di Waardenburg. Otto II concedette a De Cock anche il permesso di costruire una torre in legno, in seguito ricostruita in pietra.
In seguito, l'edificio fu ampliato con l'aggiunta di tre ali, un muro di cinta, un canale, ecc.
Nel 1397, il castello divenne di proprietà della famiglia Van Broekhuysens.
Nel 1574, nel corso della guerra degli ottant'anni dato che la proprietaria del castello, Catharina van Gelder, avevo preso le parti degli Spagnoli, l'edificio fu occupato dalle truppe di Guglielmo d'Orange, guidate da Ludovico, conte di Nassau, che distrussero metà dell'edificio.
|  |

Oltre quarant'anni dopo, segnatamente nel 1618, venne ricostruita l'ala settentrionale del castello.
In seguito, nel 1700, venne demolita l'ala meridionale e il castello assunse la forma attuale a ferro di cavallo.
Nel 1895, fu intrapresa un'opera di restauro del castello, con l'aggiunta di una nuova torre.
L'edificio subì però nuovi danni ingenti nel corso della seconda guerra mondiale e nel 1957 fu dichiarato non abitabile.
Nel 1975, l'edificio fu acquisito dalla fondazione Vrienden der Geldersche Kasteelen ("Amici dei castelli della Gheldria) e, tra il 2005 e il 2007, fu intrapresa un'ulteriore opera di restauro che riportò l'edificio agli antichi splendori.

## Leggende
Secondo il Geldersche Volksalmanak del 1842, il castello di Waardenburg sarebbe stato abitato dal Dottor Johan Faust, un mago e medico leggendario che aveva fatto un patto con il diavolo. Per questo motivo, una stanza del castello è stata chiamata "Faustkamer" e l'edificio è diventato oggetto di interesse per paragnosti, sensitivi e indovini.
|  |